# (8150) Калуга
(8150) Калуга (лат. Kaluga) — типичный астероид главного пояса, открыт 24 августа 1985 года советским астрономом Николаем Черных в Крымской астрофизической обсерватории и 13 октября 2000 года назван в честь города Калуги.

## Обнаружение и именование
(8150) Калуга
Открыт 24 августа 1985 года в Крымской астрофизической обсерватории Н. С. Черных.
Калуга — город в Российской Федерации, центр Калужской области. Является крупным промышленным и культурным центром. Основанный в 1371 году, город во многом вписан в историю России. Там расположены Музей космонавтики имени Циолковского и один из старейших театров России.
Оригинальный текст (англ.)8150 Kaluga
Discovered 1985 Aug. 24 by N. S. Chernykh at the Crimean Astrophysical Observatory.
Kaluga, a town in the Russian Federation and the focus of the Kalugian region, is a prominent industrial and cultural center. Founded in 1371, the town is much recorded in the history of Russia. The Tsiolkovsky Museum of Cosmonautics and one of the oldest theaters in Russia are located there.
Источники: 20001013/MPCPages.arc; M.P.C. 41383.

## Орбита

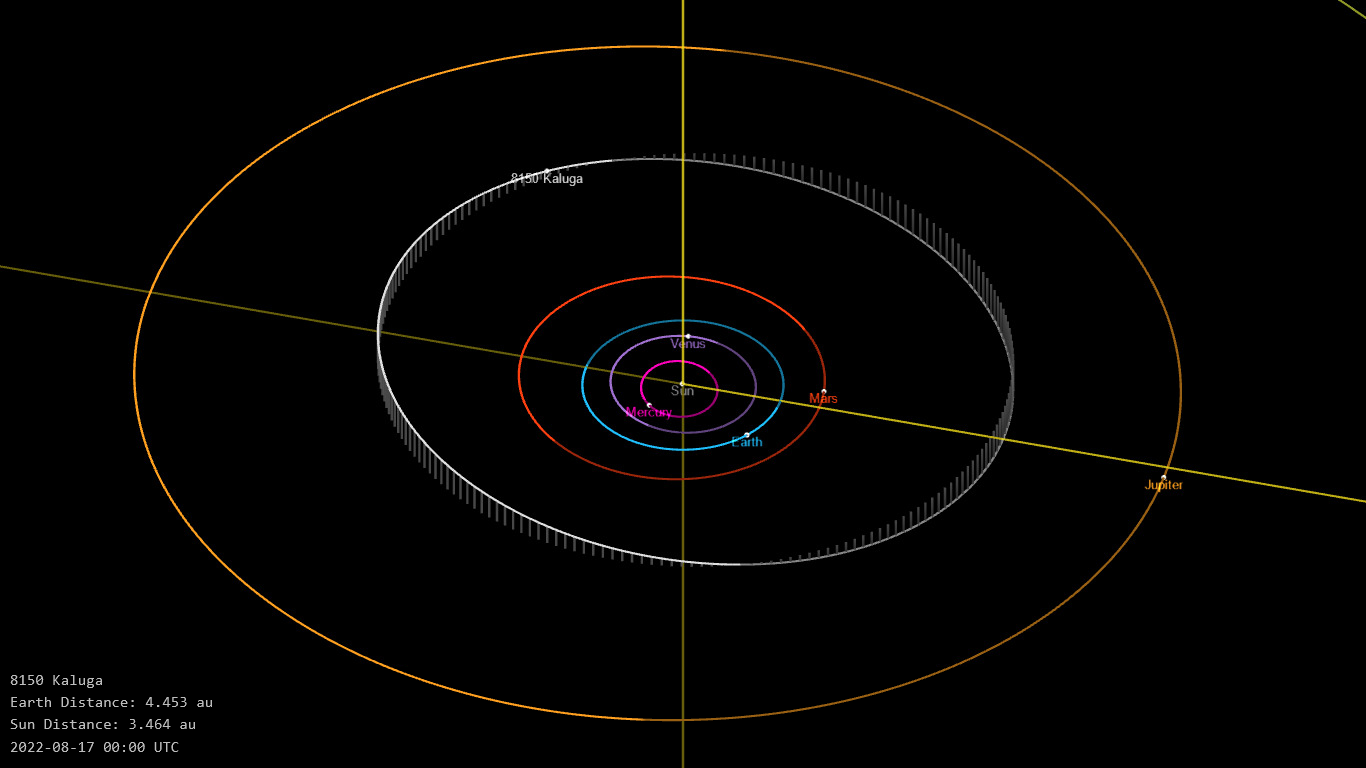
Орбита астероида Калуга и его положение в Солнечной системе

## Физические характеристики
Астероид относится к таксономическому классу CB.
По результатам наблюдений в видимом и ближнем инфракрасном диапазоне космического телескопа NEOWISE и наблюдений в инфракрасном диапазоне спутника Akari диаметр астероида оценивался равным 13,333±0,574 км и 19,06±1,33 км. Согласно тем же источникам альбедо оценивается как 0,1575±0,0284, 0,077±0,011 и 0,157±0,028.